# Parque Nacional Cerro Azul de Copán
O Parque Nacional Cerro Azul de Copán é um parque nacional nas Honduras . Foi estabelecido no dia 1 de janeiro de 1987 e cobre uma área de 154,6 quilómetros quadrados. Tem uma altitude de entre 1.800 a 2.285 metros.